# Racek Kobyla von Dvojic

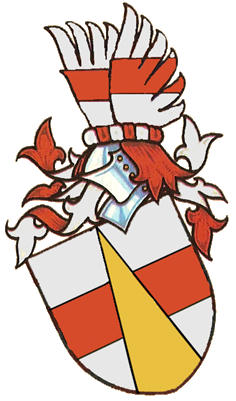
Familienwappen des Racek Kobyla

Racek Kobyla von Dvojic (* im 14. Jahrhundert; † 2. Februar 1416 in Kuttenberg, Chrudimer Kreis) war ein böhmischer Adliger, 1410–1415 Hauptmann von Taus und 1410–1415 Burggraf von Vyšehrad.

## Familie
Racek Kobyla entstammte einer Familie des niederen Adels, die aus Podhorní Újezd im Königgrätzer Kreis stammte. Der Name des Geschlechts ist auch als Dvorec oder Dwoygitz überliefert. Im Wappenbuch der Bruderschaft des hl. Christophorus am Arlberg ist auf folio 65v mit Niclas von Dwoygitz ein weiteres Familienmitglied überliefert. Dieser spendete ab dem Jahr 1403 an die Bruderschaft. In der bebilderten Handschrift Hs. W 242 findet sich auch eine zeitgenößische Darstellung des Familienwappens.

## Leben
Racek Kobylas Geburtsdatum ist unbekannt. Er wird erstmals als königlicher Aufseher über den Silberbergbau in Stříbrná Skalice 1403 in den Quellen erwähnt. Im selben Jahr wurden Ort und Burg durch König Sigismund während der Konflikte mit seinem Bruder Wenzel um die Böhmische Krone angegriffen und zerstört. Legendenhaft wird dazu überliefert, Racek Kobyla sei angesichts der Übermacht der Truppen Sigismunds nachts heimlich aus der Burg nach Rataje nad Sázavou geflüchtet und habe in Střibrná Skalice nichts als eine alte Frau und ein Schwein zurückgelassen.
Racek Kobyla erscheint in der weiteren Überlieferung regelmäßig im Zusammenhang mit den vorausgehenden Konflikten der sich anbahnenden Hussitenkriege. Der Adelige war bei seinen Zeitgenossen durch eine antiklerikale Einstellung bekannt. So hatten die Anhänger des Jan Hus in Domažlice sehr weitgehende Betätigungsmöglichkeiten, als Kobyla dort Burggraf gewesen ist. Im Zuge der klerikalen Auseinandersetzungen zog am 24. April 1411 König Wenzel die Einkünfte aller Kleriker, die durch Nichtbefolgung seiner Befehle dem Königreich Schande zugeführt hatten, für die Krone ein. Die Durchführung der Konfiszierung überwachte Racek Kobyla in seiner Funktion als Burggraf von Vyšehrad.

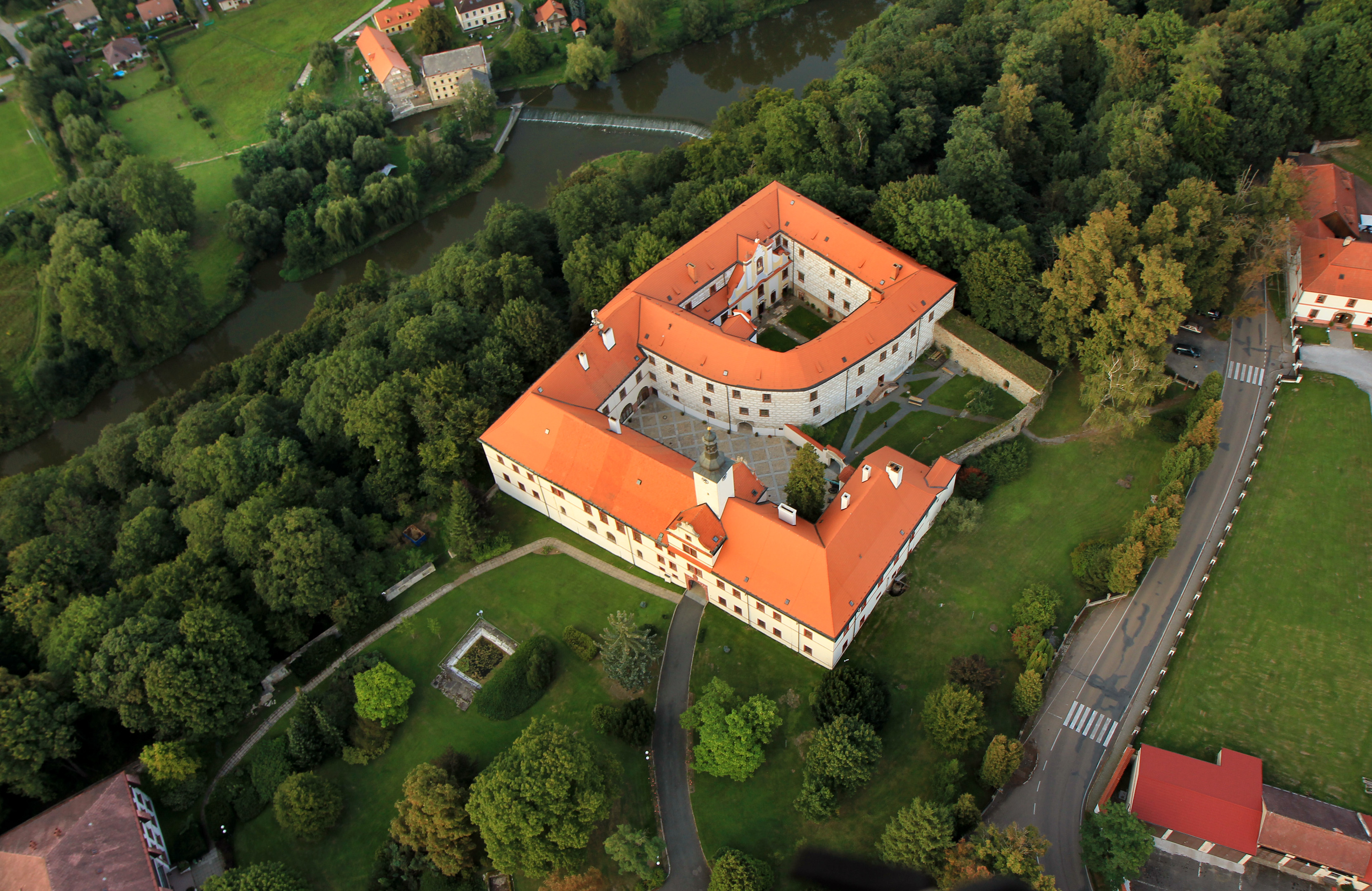
Der Kern des Schlosses Komorní Hrádek geht auf die Burg des Racek Kobyla aus dem Jahr 1412 zurück

1412 errichtete Kobyla eine Burg über der Sázava bei dem Dorf Chocerady, an deren Stelle sich heute das Schloss Komorní Hrádek befindet. 1415 wurde Racek Kobyla auch als Kirchenpatron erwähnt.
Am 2. Februar 1416 wurde Racek Kobyla in Kuttenberg getötet. Er befand sich dort im Auftrag des Königs Wenzel, um über eine Steuerzahlung zu verhandeln. Ein Prediger namens Herrmann hetzte eine Gruppe Bergleute auf, indem er auf die Beteiligung Kobylas an den Ereignissen von 1411 hinwies. Die Bergleute überfielen und töteten daraufhin in einer Schänke Racek Kobyla und 12 seiner Begleiter. Nur Bořita von Ostředek konnte fliehen und brachte die Nachricht über die Ereignisse zu König Wenzel, der eine Strafexpedition gegen Kuttenberg erwog. Jedoch ließ man die Sache gegen eine Silberzahlung und die Hinrichtung zweier Bergleute auf sich beruhen.

## Populärkultur
Der Charakter „Radzig Kobyla“ im Rollenspiel Kingdom Come: Deliverance von 2018 basiert auf der historischen Figur Racek Kobyla und verhalf ihm so zu internationaler Bekanntheit. Das Spiel greift dabei die Zerstörung von Střibrná Skalice (im Spiel Skalitz) und die Flucht des Racek Kobyla nach Rataje nad Sàzávou (im Spiel Rattay) auf. Auch im Nachfolger Kingdom Come: Deliverance II von 2025 kommt die Figur erneut vor.